# Wilhem Belocian
Wilhem Belocian (* 25. Juni 1995 in Les Abymes, Guadeloupe) ist ein französischer Leichtathlet, der sich auf den Kurzsprint und den Hürdenlauf spezialisiert hat. 2016 gewann er die Bronzemedaille bei den Europameisterschaften in Amsterdam über 110 Meter Hürden. 2021 wurde er Halleneuropameister über 60 Meter Hürden.

## Sportliche Laufbahn
Wilhem Belocian stammt aus dem französischen Überseegebiet Guadeloupe. Seit 2011 tritt er international in Wettkämpfen für Frankreich an. In Frühzeiten seiner Karriere nahm er an einer Vielzahl von Wettkämpfen in Übersee teil. Beim Europäischen Olympischen Jugendfestival in Trabzon gewann er mit seinen Teamkollegen Gold mit der Staffel und Silber im Hürdenlauf und holte damit seine ersten Medaillen bei internationalen Titelkämpfen. Bei den U18-Weltmeisterschaften in Lille gewann er zwei Bronzemedaillen, erneut mit der Staffel und im Hürdenlauf. Dazu kamen weitere nationale Jugendtitel in der Halle und in der Freiluft. Ein Jahr darauf trat er bei den U20-Weltmeisterschaften in Barcelona an. Dort gewann er in 13,29 s erneut Bronze, was eine Verbesserung um mehr als zwei Zehntelsekunden im Vergleich zu seinem Auftritt bei den Europameisterschaften ein Jahr zuvor darstellte.
2013 gewann Belocian bei den U20-Europameisterschaften in Rieti in 13,18 s Gold über 110 Meter Hürden. Mit der Staffel verpasste er als Vierter knapp das Podest. Ein Jahr später trat er bei den U20-Weltmeisterschaften in Eugene an. Dort gewann er nicht nur die Goldmedaille im Hürdenlauf, sondern stellte in 12,99 s über die 99,0 Zentimeter hohen Hürden auch einen U20-Weltrekord auf, der bis heute besteht (Stand 2020). Seit 2015 tritt er im Erwachsenenbereich an. Bei den Halleneuropameisterschaften in Prag gewann er in 7,52 s Bronze über die 60 Meter Hürden. Auch bei den Freilufturopameisterschaften, ein Jahr später in Amsterdam, konnte er die Bronzemedaille in 13,33 s gewinnen. Beim Saisonhöhepunkt, den Olympischen Spielen in Rio de Janeiro, wurde e aufgrund eines Fehlstarts im Vorlauf disqualifiziert. Kurz darauf verbesserte er seine Bestzeit über 110 Meter Hürden auf 13,25 s. Die 13,14 s aus dem Sommer 2019 konnten aufgrund zu starken Rückenwindes nicht gewertet werden.
In den nächsten zwei Jahren trat Belocian nicht international an. Erst 2019 nahm er mit den Halleneuropameisterschaften in Glasgow wieder bei internationalen Meisterschaften an. Dort lief er über 60 Meter Hürden die siebtschnellste Zeit im Finale. Im Sommer gewann er bei der Universiade Silber im Hürdensprint. Bei den Weltmeisterschaften in Doha schaffte er den Einzug in das Halbfinale. Dort schied er mit 13,60 s als Siebter in seinem Lauf aus. 2020 stellte er im August beim Diamond League Meeting in Monaco mit 13,18 s eine neue Bestzeit auf, mit der er im Wettkampf den dritten Platz belegte. Im Jahr darauf verbesserte er sich in der Halle auf 7,45 s und stellte anschließend bei den Französischen Meisterschaften in Miramas mit 7,46 s einen neuen Meisterschaftsrekord auf und gewann damit den Titel. Im März trat er bei den Halleneuropameisterschaften im polnischen Toruń im 60-Meter-Hürdenlauf an und zog in das Finale ein. Darin gelang es ihm, sich gegen die Konkurrenz durchzusetzen und in 7,42 s eine neue Bestleistung aufzustellen. Ende Juni steigerte er sich über 110 Meter auf 13,15 s und qualifizierte sich zum zweiten Mal nach 2016 für die Olympischen Sommerspiele. In Tokio ereilte ihn das gleiche Schicksal wie bei seiner ersten Olympiateilnahme in Rio de Janeiro, nachdem er nach dem Vorlauf disqualifiziert wurde.
2022 trat Belocian im März bei den Hallenweltmeisterschaften in Belgrad an. Er zog jeweils als Sieger seines Vor- und seines Halbfinallaufs in das Finale ein. Darin kam er nicht an seine Zeiten aus den vorherigen Läufen heran und belegte in 7,67 s schließlich den achten und letzten Platz. Ein Jahr später, nachdem er zunächst die Hallensaison 2023 verpasste, lief er Anfang Juli im schweizerischen La-Chaux-de-Fonds in 13,07 s eine neue 110-Meter-Hürdenbestzeit. Im August trat er in Budapest bei den Weltmeisterschaften an. Dort zog er zum ersten Mal in ein WM-Finale ein, belegte darin allerdings den achten und damit letzten Platz.

## Wichtige Wettbewerbe
| Jahr                   | Veranstaltung               | Ort                    | Platz                  | Disziplin              | Zeit                   |
| Startet für Frankreich | Startet für Frankreich      | Startet für Frankreich | Startet für Frankreich | Startet für Frankreich | Startet für Frankreich |
| ---------------------- | --------------------------- | ---------------------- | ---------------------- | ---------------------- | ---------------------- |
| 2011                   | U18-Weltmeisterschaften     | Lille                  | 3.                     | 110 m Hürden           | 13,51 s                |
| 2011                   | U18-Weltmeisterschaften     | Lille                  | 3.                     | Staffel                | 1:51,81 min            |
| 2012                   | U20-Weltmeisterschaften     | Barcelona              | 3.                     | 110 m Hürden           | 13,29 s                |
| 2013                   | U20-Europameisterschaften   | Rieti                  | 1.                     | 110 m Hürden           | 13,18 s                |
| 2014                   | U20-Weltmeisterschaften     | Eugene                 | 1.                     | 110 m Hürden           | 12,99 s (WJR)          |
| 2015                   | Halleneuropameisterschaften | Prag                   | 3.                     | 60 m Hürden            | 7,52 s                 |
| 2016                   | Europameisterschaften       | Amsterdam              | 3.                     | 110 m Hürden           | 13,33 s                |
| 2016                   | Olympische Spiele           | Rio de Janeiro         |                        | 110 m Hürden           | DSQ                    |
| 2019                   | Halleneuropameisterschaften | Glasgow                | 7.                     | 60 m Hürden            | 7,68 s                 |
| 2019                   | Universiade                 | Neapel                 | 2.                     | 110 Meter Hürden       | 13,30 s                |
| 2019                   | Weltmeisterschaften         | Doha                   | 18.                    | 110 m Hürden           | 13,60 s                |
| 2021                   | Halleneuropameisterschaften | Toruń                  | 1.                     | 60 m Hürden            | 7,42 s                 |
| 2021                   | Olympische Sommerspiele     | Tokio                  |                        | 110 m Hürden           | DSQ (Vorlauf)          |
| 2022                   | Hallenweltmeisterschaften   | Belgrad                | 8.                     | 60 m Hürden            | 7,67 s                 |
| 2023                   | Weltmeisterschaften         | Budapest               | 8.                     | 110 m Hürden           | 13,32 s                |

## Persönliche Bestleistungen
- 110 m Hürden: 13,07 s, 2. Juli 2023, La Chaux-de-Fonds
- 60 m Hürden: 7,42 s, 7. März 2021, Toruń
- 60 m: 6,82 s, 17. März 2012, Val-de-Reuil
- 100 m: 10,61 s (+1,1 m/s), 13. März 2016, Fort-de-France